# Gary Collins
Gary Ennis Collins, conhecido como Gary Collins (Venice, Califórnia, 30 de abril de 1938 — Biloxi, Mississippi, 13 de outubro de 2012), foi um ator e apresentador norte-americano.
Participou em diversos filmes e séries de televisão, sendo também o apresentador do concurso Miss América de 1982 a 1990.
Dentre as séries destaca-se a The Wackiest Ship in the Army na década de 1960 e da The Sixth Sense na década de 1970.

## Morte
Morreu na madrugada de 13 de outubro de 2012, quando estava internado no Biloxi Regional Medical Center em Biloxi, Mississippi.